# Elah Gottlieb
Elah Gottlieb (* 26. November 1913 in Berlin; † 17. Februar 2005 in Steißlingen) war eine jüdische Malerin, die aufgrund politischer Verfolgung mehrfach emigrieren musste. Ihr künstlerisches Schaffen umfasste Stillleben, Landschaften und Porträts. Im Laufe ihres Lebens lebte und arbeitete sie in Frankreich, den Niederlanden, Mexiko und Deutschland.

## Leben
Elah Gottlieb war Tochter einer jüdischen Familie. Sie besuchte bis zu ihrem 19. Lebensjahr das Lyceum. Die politischen Umwälzungen des Jahres 1933 zwangen sie und ihre Familie zur Emigration unter dem NS-Regime. Aufgrund von Angst und Verfolgung musste sie Deutschland und insbesondere ihr geliebtes Berlin verlassen. Gemeinsam mit ihren Eltern wanderte sie zunächst nach Paris aus, bevor die Familie bald darauf nach Nizza in Südfrankreich zog.
Im Jahr 1936 zog die Familie nach Amsterdam, wo sie unter ständiger Bedrohung lebte und mehrfach die Unterkunft wechseln musste, um der Verfolgung zu entgehen. Häufig lebten sie unter schwierigen Bedingungen, unter anderem in den Speichern verlassener Grachtenhäuser. Trotzdem fand Elah Gottlieb in der Kunst einen Rückzugsort. Sie widmete sich der Malerei. Sie wurde Schülerin des niederländischen Malers Jos Rovers an der Kunstakademie Amsterdam, der ihr eine fundierte akademische Ausbildung ermöglichte.
Nach der Befreiung im Jahr 1945 lernte Elah Gottlieb ihren späteren Ehemann aus der jüdischen Brigade der britischen Armee kennen, den sie noch im selben Jahr heiratete. Gemeinsam übersiedelten sie nach Israel. 1956 kehrte Elah Gottlieb als eine der ersten jüdischen Künstlerinnen nach Deutschland zurück. Sie feierte künstlerische Erfolge mit Ausstellungen in Hamburg, Bonn und Köln. Mit wachsender Anerkennung unternahm sie zahlreiche Reisen und stellte ihre Werke unter anderem in Mailand, Dublin und im holländischen Künstlerzentrum Bergen aus. 1959 verbrachte sie ein Jahr in Mexiko, währenddessen sie zwei Ausstellungen realisierte.
Im Jahr 1957 hatte sie die Stadt Konstanz während eines Urlaubs kennengelernt und fasste den Entschluss, sich dort dauerhaft niederzulassen. 1960 bezog sie ein Atelier in Konstanz und widmete sich verschiedenen künstlerischen Projekten. Darunter war die Darstellung des Flaggschiffs der Weißen Bodenseeflotte, der Konstanz. Im Jahr 1970 zog sie nach Steißlingen und widmete sich seitdem ihrer Malschule, in der sie Schülerinnen und Schüler aller Altersklassen unterrichtete. Dort lernte sie auch ihre spätere Adoptivtochter Gisela Lenzinger kennen. Im Laufe ihres Lebens lebte Elah Gottlieb in zahlreichen Städten, darunter Paris, Nizza, Amsterdam, Haifa, Hamburg, Konstanz, Steißlingen und Radolfzell, bevor sie zuletzt nach Steißlingen zurückkehrte.

## Künstlerisches Schaffen
Elah Gottliebs Werke spiegeln ihre enge Verbindung zu Israel wider, die aus ihrem zehnjährigen Aufenthalt und künstlerischen Schaffen in dem Land resultierte. Landschaften, Porträts und Alltagsszenen mit Bezug zu Israel sind Teil ihres Œuvres.
Ihr Stil ist von der traditionellen niederländischen Malweise beeinflusst, was auf ihre fundierte, zehnjährige akademische Ausbildung in Amsterdam bei Jos Rovers zurückzuführen ist. Charakteristisch für ihre Arbeiten ist zudem eine ausgewogene und sichere Farbgebung ihrer Werke. Diese zeichnen sich durch besondere Klarheit in der Darstellung aus, wobei sie sowohl ruhige als auch dramatische Szenen einfängt.
Das Werk Verzweiflung ist ein Beispiel für die Darstellung dramatischer Zustände in ihrer Kunst. Ein Kunstkritiker der mexikanischen Zeitung Novedades schrieb dazu: „Verzweiflung zeigt einen Mann, der – in gekauerter Stellung – dem Beschauer das Gefühl übermittelt, den höchsten Grad der Trostlosigkeit in wahrhaft erschütternder Weise zu durchleiden.“

## Ausstellungen
Elah Gottlieb nahm an zahlreichen Ausstellungen teil. Dazu gehören solche in Hamburg, Bonn und Köln sowie internationale Präsentationen in Mailand, Dublin und im holländischen Künstlerzentrum Bergen. 1956 kehrte sie mit einer Ausstellung im Museum für Völkerkunde in Hamburg erstmals wieder nach Deutschland zurück. Im Jahr 1959 verbrachte sie ein Jahr in Mexiko, wo sie zudem zwei Ausstellungen realisierte. Ihre Werke wurden insgesamt in zahlreichen Ländern gezeigt, darunter Israel, Italien, Niederlande, Irland, England, USA und Deutschland.

## Werke (Auswahl)
- Stimmung, 1968, Öl auf Leinwand, 58,5 × 78 × 4,5 cm, Städtische Wessenberg-Galerie Konstanz
- Kloster Zoffingen, 1960, Aquarell und Kohle, 42 × 33,4 cm, Städtische Wessenberg-Galerie Konstanz
- o.T. (Olivenbäume), 1956, Tuschfeder und Aquarell auf Papier, 41 × 57 cm, Städtische Wessenberg-Galerie Konstanz
- Sonnenuntergang in Ashkelon, 1964, Tuschfeder und Aquarell auf dickem Papier, 23,2 × 30,3 cm, Städtische Wessenberg-Galerie Konstanz